# 亚历山大·利洛夫
亚历山大·瓦西列夫·利洛夫（1933年8月31日—2013年7月20日），是保加利亚的一个政治家，曾一度被外界视为托多尔·日夫科夫的接班人。

## 生平
1933年，出生于维丁州贝洛格拉奇克市。
1954年，加入保加利亚共产党。
1959年，任季米特洛夫共产主义青年团维丁州委书记
1962年，毕业于索非亚大学保加利亚语言文学系。
1963年，任季米特洛夫共青团中央书记。
1969年，毕业于莫斯科社会科学院美学系。
1970年，任保共中央“艺术和文化”部部长。
1971年，为保共中央候补委员。
1972年，为保共中央委员；7月，为保共中央书记处书记、保共中央政治局委员，负责党的理论和意识形态工作。
1975年，为保加利亚科学院通讯院士、教授、哲学博士。
1981年，为语言文学候补博士。
1983年，因发表《马克思主义和当今时代的挑战》一文，主张发扬党内民主和任用新干部，被逐出保共中央政治局、书记处和中央委员会，任当代社会理论研究所所长。
1985年，为保加利亚科学院哲学博士。
1990年2月2日，任保加利亚共产党主席（此时，保共放弃一党制，故此职位不是国家最高领导人）；同年4月3日，改称保加利亚社会党主席；1991年12月17日，卸任。
2013年，因癌症去世。